# Desmond Armstrong
Desmond Kevin Armstrong (Washington, D.C., 1964. november 2. –) amerikai válogatott labdarúgó.

## Pályafutása

### Klubcsapatban
Washington, D.C-ben született. 1986 és 1988 között a Cleveland Force, 1988 és 1989 között a Baltimore Blast csapataiban játszott teremben. 1991-ben a brazil Santos csapatában szerepelt egy kis ideig, majd visszatért az USA-ba a  Maryland Bays együtteséhez. 1995-ben a Washington Warthogs, 1996-ban a Charlotte Eagles játékosa volt.

### A válogatottban
1987 és 1994 között 81 alkalommal szerepelt az Egyesült Államok válogatottjában. 1987. június 8-án egy Egyiptom elleni 3–1-es vereséggel zárult elnöki kupa mérkőzésen mutatkozott be a nemzeti csapatban Dél-Koreában. Tagja volt az 1988. évi nyári olimpiai játékokon és az 1990-es világbajnokságon szereplő válogatott keretének is. Utóbbit javarészt főiskolás és félprofi játékosok alkották. A tornát három vereséggel zárták, Armstrong mind a három csoportmérkőzésen kezdőként lépett pályaára. Az 1991-es CONCACAF-aranykupán aranyérmet szerzett a válogatottal és részt vett az 1993-as CONCACAF-aranykupán és az 1993-as Copa Américán.

## Sikerei
Egyesült Államok
- CONCACAF-aranykupa győztes (1): 1991

## Külső hivatkozások
- Desmond Armstrong adatlapja a National-Football-Teams.com oldalon (angolul)

- Desmond Armstrong adatlapja a worldfootball.net oldalon (angolul)
- Desmond Armstrong (angol, francia, spanyol nyelven). FootballDatabase.eu
- Desmond Armstrong (angol nyelven). olympedia.org